# العيينه (مركز البحره)
العيينه قرية سعودية، تتبع مركز البحره من محافظة الطائف التابعة لإمارة منطقة مكة المكرمة. تقع في شمال الطائف، وتبعد عنها قرابة 280 كم.

## القرية
تبعد القرية عن المركز حوالي 35 كيلو متر بإتجاه الشمال، نوع الطريق وعر. أقرب مدينة أو قرية بها مركز وخدمات صحية هو مركز العلا البادرية الذي يبعد عن القرية 25 كم. خدمات التعليم: يوجد في القرية مرسة واحدة فقط هي مدرسة عيينة كشب الابتدائية بنين.